# بوسوت
بوسُت (به اسپانیایی: Busot) دهستانی در استان آلیکانتهٔ اسپانیا است.
در این دهستان ۳٬۰۲۱ نفر زندگی می‌کنند. مساحت این دهستان ۳۳٫۹۰ کیلومتر مربع است.